# Lirikonfest
Lirikonfest je festival poezije, ki se odvije vsako leto v Velenju od leta 2002. Do leta 2007 je v manjšem obsegu potekal kot »Herbersteinsko srečanje književnikov«. To še zmeraj poteka kot del Lirikonfesta.
Organizirata ga Ustanova Velenjska knjižna fundacija in književna asociacija Velenika. Glavna pokrovitelja sta Mestna občina Velenje in Javna agencija za knjigo.

### Nagrade, ki so podeljene na festivalu
- mednarodna Pretnarjeva nagrada - častni naslov »ambasador slovenske književnosti in jezika«.
- slovenska literarna nagrada »velenjica-čaša nesmrtnosti« za vrhunski 10-letni pesniški opus v 21. stoletju.
- lirikonov zlát – mednarodno festivalno književno priznanje za vrhunske revijalne prevode poezije 21. stoletja za odrasle, objavljene v reviji Rp. Lirikon21.
- slovenska literarna nagrada »krilata želva« za najboljši slovenski knjižni potopis preteklega leta.